# Cabezón de Liébana
Cabezón de Liébana – gmina w Hiszpanii, w prowincji Kantabria, w Kantabrii, o powierzchni 81,43 km². W 2011 roku gmina liczyła 707 mieszkańców.